# Guarigione dell'uomo con la mano paralizzata

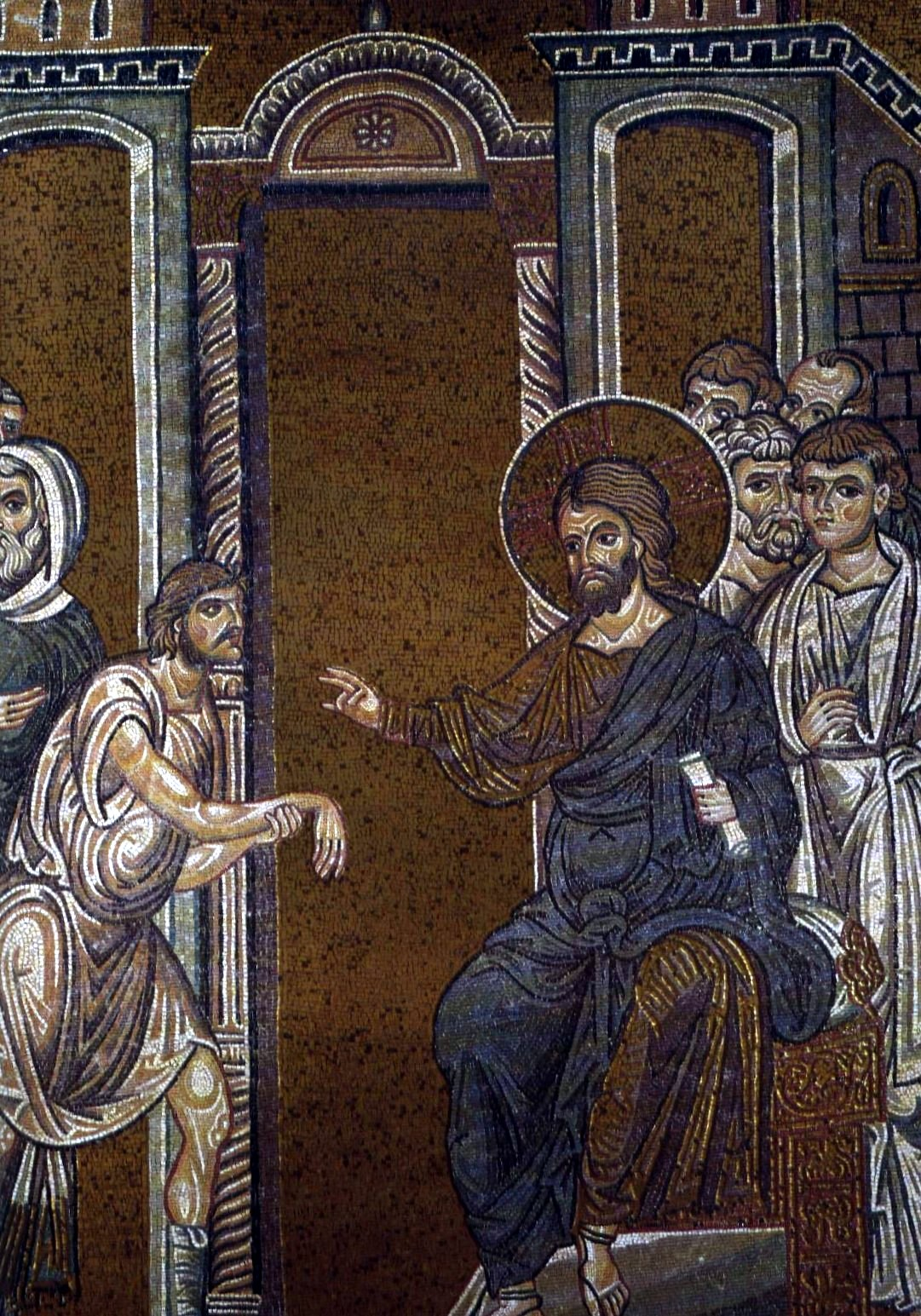
La guarigione in un mosaico bizantino presso il Duomo di Monreale

La guarigione dell'uomo con la mano paralizzata, o guarigione dell'uomo dalla mano inaridita, è uno dei miracoli attribuiti a Gesù raccontato dai vangeli sinottici. È presente nel Vangelo secondo Matteo (Mt 12,9-14), nel Vangelo secondo Marco (Mc 3,1-6) e nel Vangelo secondo Luca (Lc 6,6‑11). 
Secondo il racconto dei vangeli, dopo avere discusso con alcuni farisei, Gesù entrò nella loro sinagoga, dove c'era un uomo che aveva una mano paralizzata. Allora essi, per poterlo accusare, chiesero a Gesù: "È permesso fare guarigioni in giorno di sabato?". E Gesù rispose: "Chi è colui tra di voi che, avendo una pecora, se questa cade in giorno di sabato in una fossa, non la prenda e la tiri fuori? Certo un uomo vale molto più di una pecora! Perciò è permesso fare del bene anche di sabato". Allora disse a quell'uomo: "Stendi la tua mano". Egli la stese, e la mano divenne sana come l'altra.